# 𱎼家话
家话，又名重安江苗语，是贵州黄平县的一种苗语。本名为“Mhong”[m̥ōŋ]，与惠水苗语相同。
家话分布于贵州东部苗语黔东方言区的语言岛内。

## 与东家话的关系
贵州麻江县的东家话与𱎼家话有着亲属关系。东家人被官方识别为畲族，但他们却说一种苗语川黔滇方言。东家人自称“嘎孟”，而绕家人称他们为“嘎斗”。董波（2008）对麻江县杏山镇六堡村的东家人开展了人类学考察。陈雪玉（2011）认为𱎼家话和东家话是重安江苗语的两种方言。